# Til Barsip

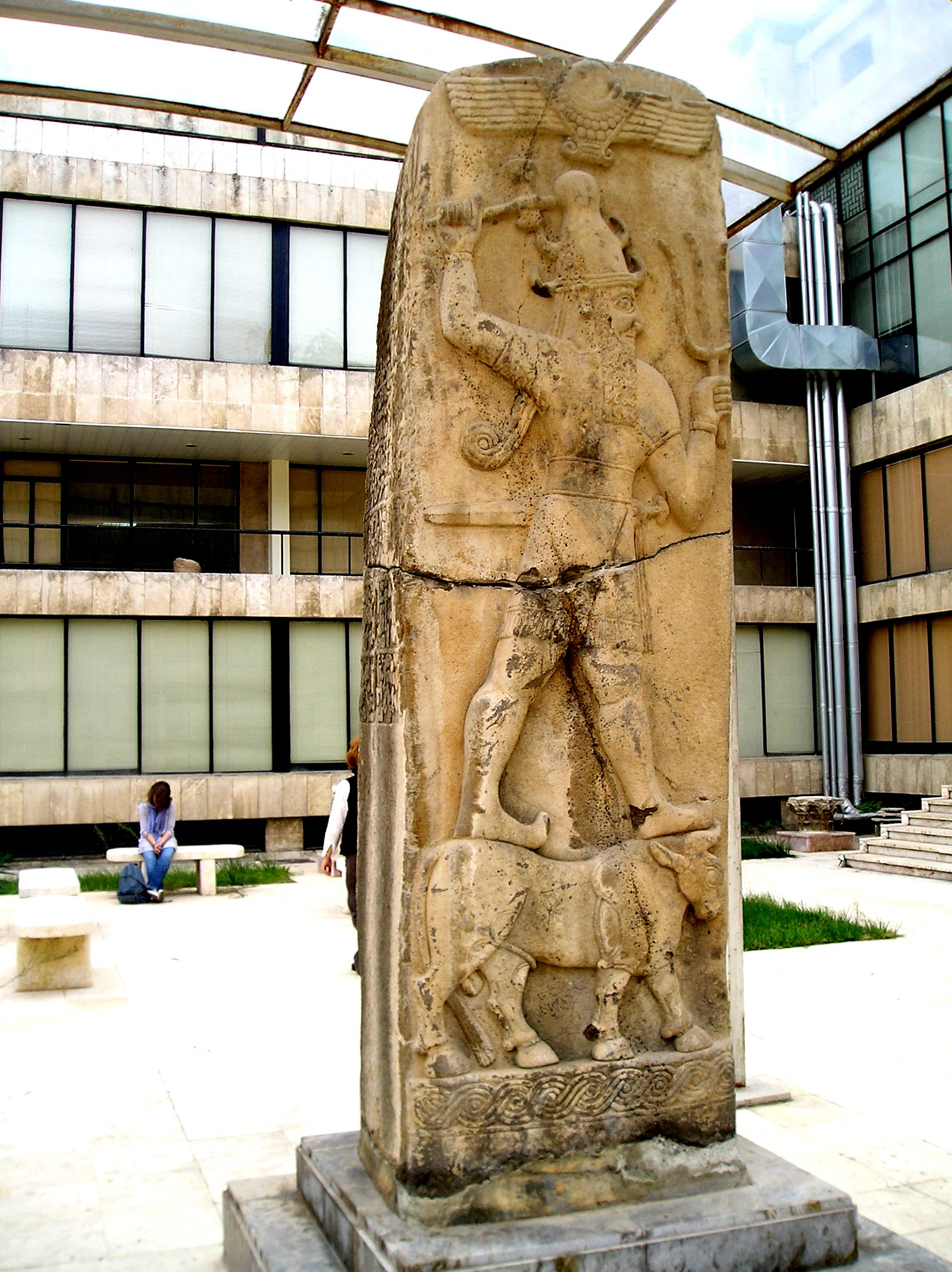
La estela neohitita de Ahmar/Qubbah, descubierta en el Éufrates aguas abajo del yacimiento de Til Barsip.

Til Barsip, la moderna ciudad de Tell Ahmar, era una ciudad aramea, capital de la tribu de Bit Adini, situada en la ribera del río Éufrates en la actual Siria.
En la zona donde se asentaba Til Barsip se han encontrado restos que se remontan al neolítico, pero es en el siglo IX a. C. cuando la ciudad entra a formar parte de la escena internacional como capital del estado de la tribu aramea de Bit Adini. La ciudad, situada en un vado del río Éufrates, forma parte de las rutas comerciales entre Mesopotamia y el Levante por lo que entra en conflicto con Asiria que intenta hacerse con el control de la zona. Tras la conquista de Bit Adini por parte de Asiria, la ciudad pasa a ser la sede del gobierno provincial con el nombre de Kar-shulman-ashare-du (‘Puerto de Salmanasar’) debido a su estratégica situación.
El sitio arqueológico fue explorado en la década de 1930 por el arqueólogo francés François Thureau-Dangin que sacó a la luz los restos de la edad de Hierro y descubrió tres importantes estelas del siglo VIII a. C. En los años 1980 y 1990 las excavaciones fueron conducidas por Guy Bunnens que rescató varias tallas de marfil de gran calidad. También existen unas pinturas murales datadas en torno a los siglos VIII-VII a. C. realizadas con la técnica del fresco.